# Jeff Dawn
Jeff Dawn (geb. vor 1982) ist ein US-amerikanischer Maskenbildner.

## Leben
Dawn wurde in einer Familie geboren, in der es mehrere Maskenbildner gab. So waren sein Großvater Jack Dawn und sein Vater Robert Dawn ebenfalls Maskenbildner und auch sein Sohn Patrick Dawn übernahm das Handwerk des Maskenbildners.
Dawn kam 1982 zum Film in der Serie A New Day in Eden. Zwei Jahre später durfte er an der Seite von Arnold Schwarzenegger im Film Terminator seine Maske übernehmen. In weiteren 18 Filmen übernahm er die Maske für Schwarzenegger.
Im Jahr 1992 wurde Dawn mit einem Oscar in der Kategorie Bestes Make-up in dem Film Terminator 2 ausgezeichnet.

## Filmografie (Auswahl)
- 1984: Terminator
- 1987: Running Man
- 1990: Die totale Erinnerung – Total Recall (Total Recall)
- 1991: Terminator 2 – Tag der Abrechnung (Terminator 2: Judgment Day)
- 1993: Last Action Hero
- 1999: Deep Blue Sea
- 2003: Terminator 3 – Rebellion der Maschinen (Terminator 3: Rise of the Machines)
- 2006: Spiel auf Bewährung (Gridiron Gang)
- 2012: Battleship